# Casalbagliano
Casalbagliano (Casalbajän in dialetto alessandrino) è una frazione del comune di Alessandria (AL), in Piemonte.

## Geografia fisica
La località si trova nella parte occidentale del comune, a 6 km di distanza dal centro di Alessandria, ma confinante con il quartiere periferico del "Cristo". Lambita a nord dal fiume Tanaro e ad est dall'autostrada A26, è il capolinea di una piccola tratta ferroviaria industriale che si dirama dalla stazione di Alessandria.

Da Solero dista 5 km ed altrettanti dai comuni di Castellazzo Bormida ed Oviglio. Le frazioni alessandrine più vicine a Casalbagliano sono Villa del Foro, Cabanette e Cantalupo.

## Storia
Ritrovamenti testimoniano che nell'antichità il territorio fu abitato già in epoca neolitica. Nella zona di cascina Chiappona, infatti, alcuni scavi hanno portato alla luce le più antiche sepolture della Cultura dei campi di urne del nord Italia.

Il primo nucleo abitativo documentato, sorto presumibilmente dopo la fondazione di Alessandria (1168), viene citato negli Statuti alessandrini con il toponimo di Casalis de fontana o Casalis fontanae (forse in relazione alla presenza di una fonte sorgiva, tracce della cui esistenza sono state trovate nei pressi della chiesa parrocchiale) e, a partire dagli inizi del XIV secolo, con quello di Casalis Balianorum (dal nome della nobile famiglia decurionale di Alessandria che vi costruì un castello e vi mantenne i possessi sino alla sua estinzione). La frazione assunse quindi il toponimo di Casal Bagliano o Casalbagliano ed anche Casalbagliani.

Fu altresì baronia della famiglia Peretti da Carmagnola su investitura di Carlo Emanuele III di Savoia (1747).

Di vocazione prevalentemente agricola, seguì nel corso dei secoli le sorti della vicina città di Alessandria, assumendo spesso funzioni di presidio difensivo e/o di accampamento militare.

Un forte incremento della popolazione si ebbe durante l'occupazione napoleonica, in seguito all'insediamento di numerosi abitanti del sobborgo cittadino Orti, costretti ad abbandonare la propria abitazione per consentire la costruzione dei bastioni a difesa della città.

Durante l'alluvione del 6 novembre 1994 l'acqua e il fango del Tanaro arrivarono fino al centro del paesino, creando parecchi disagi alla popolazione e danneggiando il castello, già in cattivo stato, e le abitazioni circostanti.

## Monumenti

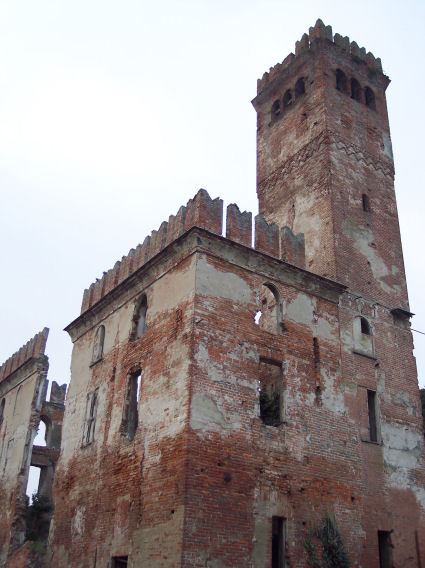
Il castello

Nella frazione è presente il castello dei Bagliani, costruito, secondo la tradizione, verso la fine del XIII secolo. Descritto dal Ghilini (1589-1668) come «un bello e comodo palazzo, il quale, fabbricato con giudiziosa ed elegante architettura, rappresenta la forma di un castello», fu residenza dei Bagliani sino alla scomparsa dell'ultimo discendente, il marchese Raimondo Luigi (1750-1825). Il castello passò quindi per eredità prima agli Inviziati, poi ai Petitti di Roreto e da questi ai Paravicini, che lo abitarono sino agli inizi del '900.

Ceduto a privati, il castello fu acquisito successivamente dal Comune di Alessandria, attuale proprietario.

Durante la prima guerra mondiale fu adibito ad ospedale militare e poi a sede della sezione locale del partito fascista. Ancora integro ed efficiente per tutta la prima metà del secolo scorso, fu via via oggetto di spoliazione e di completo abbandono, così da provocarne rapidamente il degrado. Dato il suo attuale stato assai pericolante, il castello è recintato e non è accessibile al pubblico.
Nei pressi del castello vi è la chiesa parrocchiale, dedicata a Santa Maria Assunta (già Santa Maria della Fontana).

Costruita nella seconda metà del XVI secolo, pare su una preesistente cappella del XIII secolo, fu ampliata e consolidata nel 1876 e decorata nel 1886.
Ulteriori lavori di restauro e di manutenzione straordinaria della chiesa parrocchiale e della torre campanaria furono intrapresi in tempi recenti, anche in conseguenza dei danni dell'alluvione del 1994.
Altro edificio di un certo interesse storico, in parte restaurato, è l'ex scuola elementare, ora adibita ad ufficio postale e guardia medica. Già detto casa dell'osteria, lo stabile fu destinato per disposizione testamentaria di Carlo Nicolò Inviziati (1785-1857) - marchese di Branciforte e di Dausudona, Grande di Spagna, erede dell'ultimo dei Bagliani succitato – a favore delle famiglie meno abbienti della frazione. All'uopo fu costituita nel 1858, su iniziativa dell'esecutore testamentario conte Agostino Petitti Bagliani di Roreto (1814-1890), l'Opera Pia Inviziati, poi confluita nella Congregazione della Carità della città di Alessandria. Le lapidi poste sulla facciata ricordano le intenzioni del donatore e la successiva destinazione (1896) a sede scolastica.